# Proacidalia ovalis
Proacidalia ovalis är en fjärilsart som beskrevs av Cabeau 1930. Proacidalia ovalis ingår i släktet Proacidalia och familjen praktfjärilar. Inga underarter finns listade i Catalogue of Life.